# Nanobaguettes de diamants agrégées
Les nanobaguettes de diamants agrégées (ou le sigle anglais ADNR pour Aggregated diamond nanorods) sont des matériaux synthétiques plus durs que le diamant.

## Histoire
Cette matière a été mise au point par des physiciens de l'université de Bayreuth, en Allemagne, dirigés par Natalia Dubrovinskaia. Avec deux de ses collègues, ils ont breveté la méthode de fabrication en quantité industrielle et sont actuellement (2005) en train de développer un concept utilisant ce nouveau matériau.

## Conception et propriétés
Les ADNR sont des matériaux composés de plusieurs molécules de fullerène, qui ont été soumis à une pression de 20 gigapascals (GPa) (ce qui correspond à environ 200 000 fois la pression atmosphérique), tout en étant portés à la température de 2 500 kelvins. Le résultat a été la production d'une série de nanobaguettes de diamants interconnectées entre elles, d'un diamètre variant de 5 à 20 nanomètres pour une longueur d'environ 1 micromètre chacune.
Les ADNR ont une densité d'environ 0,3 % supérieure à celle du diamant, possèdent la compressibilité la plus faible de tous les matériaux connus et un module d'élasticité isostatique de 491 GPa, contre 442 GPa pour un diamant conventionnel. Ces propriétés ont été mesurées au moyen d'une cellule à enclumes de diamant située au European Synchrotron Radiation Facility (ESRF) de Grenoble, en France.